# Technischer Systemplaner
Der technische Systemplaner ist seit dem 1. August 2011 in Deutschland ein staatlich anerkannter Ausbildungsberuf nach Berufsbildungsgesetz (BBiG).
Er ersetzt den Ausbildungsberuf technischer Zeichner, dessen Ausbildungsvorschriften aus dem Jahr 2000 stammen und veraltet sind. Für diesen Beruf und den ebenfalls neu geordneten technischen Produktdesigner wurde eine gemeinsame Ausbildungsordnung erlassen.

## Ausbildungsdauer und Struktur
Die regelmäßige Ausbildungsdauer zum Technischen Systemplaner beträgt 3½ Jahre. Die Ausbildung erfolgt an den Lernorten Betrieb und Berufsschule.
Die bisherigen Fachrichtungen wurden neu zugeschnitten. Die Fachrichtung „Heizungs-, Klima- und Sanitärtechnik“ findet sich in der Fachrichtung „Versorgungs- und Ausrüstungstechnik“ wieder. Die Fachrichtung Stahl- und Metallbautechnik bleibt mit aktualisierten Inhalten erhalten. Die Fachrichtung „Elektrotechnik“ wird in „Elektrotechnische Systeme“ umbenannt und erhält ebenfalls neue Inhalte. Die Fachrichtungen „Holztechnik“ sowie „Maschinen- und Anlagentechnik“ wurden aus dem neuen Beruf ausgegliedert und in den ebenfalls neu geordneten „Technischen Produktdesigner“ eingefügt. Beide Berufe verfügen über gemeinsame Ausbildungsinhalte mit einer Dauer von 12 Monaten, wobei die gemeinsamen Qualifikationen sowie weitere spezifische und fachrichtungsspezifische Qualifikationen über die gesamte Ausbildungszeit vermittelt werden.

## Einsatzbereiche
Der Technische Systemplaner wird je nach gewählter Fachrichtung in spezifischen Einsatzbereichen zu finden sein: Mit der Fachrichtung Versorgungs- und Ausrüstungstechnik werden Konstruktions- und Planungsbüros der Gebäude- und Anlagentechnik angesprochen. Die Fachrichtung Stahl- und Metallbautechnik zielt auf Unternehmen ab, die Konstruktions- und Planungsarbeiten für den Stahl-, Fassaden- und Metallbau durchführen. Für Unternehmen zur Herstellung, Montage und Betrieb von gebäude- und anlagentechnischen Einrichtungen gibt es die Fachrichtung „Elektrotechnische Systeme“.

## Sachliche Gliederung des Berufes
Die Ausbildung zum Technischen Systemplaner kann in drei logische Abschnitte unterteilt werden:
- gemeinsame integrative und gemeinsame berufsprofilgebende Qualifikationen,
- weitere berufsprofilgebende Qualifikationen,
- berufsprofilgebende Qualifikationen in den Fachrichtungen.

Zu den integrativen Qualifikationen zählen: Berufsbildung, Arbeits- und Tarifrecht, Aufbau und Organisation des Ausbildungsbetriebes, Sicherheit und Gesundheitsschutz bei der Arbeit. Umweltschutz, Anwenden von Informations- und Kommunikationstechniken, Arbeitsplanung und -organisation, Durchführen von qualitätssichernden Maßnahmen, Kundenorientierung.
Die gemeinsamen Qualifikationen lauten: Erstellen und Anwenden technischer Dokumente, Rechnergestützt Konstruieren, Unterscheiden von Werkstoffen, Unterscheiden von Fertigungsverfahren und Montagetechniken, Ausführen von Berechnungen.
Die weiteren berufsprofilgebenden Fertigkeiten, Kenntnisse und Fähigkeiten sind: Beurteilen von Werkstoffen und Korrosionsschutzverfahren, Beurteilen von Montage- und Fügeverfahren, Erstellen technischer Unterlagen, Anfertigen von Skizzen.
In den Fachrichtungen werden schließlich weitere berufsprofilgebende Fertigkeiten, Kenntnisse und Fähigkeiten vermittelt:
| Versorgungs- und Ausrüstungstechnik                                                    | Stahl- und Metallbautechnik                                      | Elektrotechnische Systeme                                       |
| -------------------------------------------------------------------------------------- | ---------------------------------------------------------------- | --------------------------------------------------------------- |
| Erstellen technischer Unterlagen für die Versorgungs- und Ausrüstungstechnik           | Erstellen technischer Unterlagen der Stahl- und Metallbautechnik | Erstellen technischer Unterlagen für elektrotechnische Systeme  |
| Ausführen von Detailkonstruktionen                                                     | Entwerfen und Konstruieren                                       | Ausführen von Berechnungen                                      |
| Anfertigen von schematischen und perspektivischen Darstellungen                        | Berücksichtigen von bauphysikalischen Anforderungen              | Beurteilen und Anwenden von Systemkomponenten                   |
| Anfertigen von technischen Dokumentationen für die Versorgungs- und Ausrüstungstechnik | Durchführen von Berechnungen                                     | Ausführen von Detailplänen                                      |
| Ausführen technischer Berechnungen                                                     | Auswählen von Fertigungs-, Montage- und Fügeverfahren            | Anfertigen von schematischen und perspektivischen Darstellungen |
| Beurteilen von Systemkomponenten                                                       |                                                                  | Anfertigen von technischen Dokumentationen                      |

## Zeitliche Gliederung des Berufes
Die zeitliche Gliederung erfolgt in so genannten Zeitrahmen, bei denen Qualifikationen aus unterschiedlichen Berufsbildpositionen miteinander verzahnt vermittelt werden sollen. Ein Zeitrahmen besteht dabei aus einer in sich geschlossenen Handlung, wobei die Qualifikationen im Laufe der Ausbildungszeit erneut aufgegriffen werden, dann aber auf einem höheren Niveau vermittelt werden.

## Abschlussprüfung
In diesem Beruf findet eine gestreckte Abschlussprüfung statt. Mit der Abschlussprüfung soll festgestellt werden, ob der Auszubildende die berufliche Handlungsfähigkeit erworben hat. Er soll nachweisen, „dass er die erforderlichen beruflichen Fertigkeiten beherrscht, die notwendigen beruflichen Kenntnisse und Fähigkeiten besitzt und mit dem im Berufsschulunterricht zu vermittelnden, für die Berufsausbildung wesentlichen Lehrstoff vertraut ist. Die Ausbildungsordnung ist zugrunde zu legen.“.
Die Prüfungsaufgaben werden von der Prüfungsaufgaben- und Lehrmittelentwicklungsstelle (PAL) bereitgestellt. Die Prüfung findet vor einer IHK statt, wenn die Ausbildung in einem Industriebetrieb stattfindet. Falls in einem Handwerksunternehmen ausgebildet wird, dann ist die Handwerkskammer für die Durchführung der Prüfung verantwortlich.
Der Teil 1 der Abschlussprüfung wird mit 30 % gewichtet (Fachrichtung Stahl- und Metallbautechnik 25 %), der Teil 2 entsprechend mit 70 (bzw. 75 %). Teil 1 findet vor dem Ende des 2. Ausbildungsjahres statt; dabei werden die Inhalte des ersten bis dritten Ausbildungshalbjahres abgefragt. In Teil 2 der Abschlussprüfung hat der Betrieb u. a. die Wahl zwischen einem „Betrieblichen Auftrag“ sowie einem „Prüfungsprodukt“.
Der Technische Systemplaner ist der erste Beruf, bei dem bereits im Teil 1 der Abschlussprüfung unterschiedliche Prüfungsanforderungen formuliert wurden. Bislang wiesen Berufe mit Binnendifferenzierung und einer gestreckten Abschlussprüfung identische Prüfungsanforderungen im Teil 1 auf; im Teil 2 fand eine berufsprofilgebende Differenzierung statt.

### Fachrichtung Versorgungs- und Ausrüstungstechnik
Die Abschlussprüfung besteht aus vier Prüfungsbereichen:
| Prüfungsbereich                  | Gewichtung |
| -------------------------------- | ---------- |
| Erstellen technischer Unterlagen | 30 Prozent |
| Arbeitsauftrag                   | 35 Prozent |
| Systemplanung                    | 25 Prozent |
| Wirtschafts- und Sozialkunde     | 10 Prozent |

#### Prüfungsbereich Erstellen technischer Unterlagen
Der Prüfungsteilnehmer erstellt in fünf Stunden eine technische Zeichnung und beantwortet hierzu in weiteren 120 Minuten schriftlich Aufgaben. In diesem Prüfungsbereich weist der Prüfungsteilnehmer nach, dass er Grundkörper in Ansichten darstellen, Bauteile in Ansichten und Schnitten darstellen, Skizzen anfertigen sowie technische Zeichnungen normgerecht bemaßen und ergänzen kann. Er zeigt weiterhin, dass er Werkstoffe sowie Fertigungs- und Fügetechniken unterscheiden und Bauteildetails mit Hilfe von Stücklistenangaben und technischen Unterlagen auswählen und darstellen kann. Dieser Prüfungsbereich zählt zu Teil 1 der Abschlussprüfung.

#### Prüfungsbereich Arbeitsauftrag
In diesem Prüfungsbereich kann der Auszubildende auf das so genannte „Variantenmodell“ zurückgreifen. Er kann entweder einen „Betrieblichen Auftrag“ oder ein „Prüfungsprodukt“ erstellen. Der Ausbildungsbetrieb muss sich bei der Anmeldung zur Prüfung für eine der beiden Varianten entscheiden.
In beiden Varianten werden dieselben Prüfungsanforderungen nachgewiesen. Der Auszubildende muss zeigen, dass er Arbeitsaufträge analysieren, Informationen beschaffen, technische und organisatorische Schnittstellen klären sowie technische Zeichnungen unter Beachtung der Normen und Vorschriften mit Anlagenschema erstellen kann. Weiterhin muss er zeigen, dass er Funktionszusammenhänge und Datenblätter erstellen, fachspezifische Berechnungen, insbesondere wärmetechnische und strömungstechnische Berechnungen durchführen, Kenndaten von Anlagenkomponenten unter Berücksichtigung von Schall- und Brandschutz ermitteln, gesetzliche Bestimmungen berücksichtigen und Fertigungsunterlagen und Materialzusammenstellungen erstellen sowie Befestigungssysteme auswählen kann. Diese Anforderungen werden auf ein Gebiet heruntergebrochen, in dem der Auszubildende vorzugsweise ausgebildet worden ist. Zur Auswahl stehen: Heizungstechnik, Klimatechnik und Sanitärtechnik.
Unabhängig von der gewählten Variante (Betrieblicher Auftrag oder Prüfungsprodukt) hat der Auszubildende für die Bearbeitung dieser Anforderungen einschließlich der Erstellung einer Dokumentation 40 Stunden Zeit. Er präsentiert dem Prüfungsausschuss seine Ergebnisse in maximal 10 Minuten und führt anschließend ein Fachgespräch von maximal 20 Minuten Dauer.

#### Prüfungsbereich Systemplanung
Der Auszubildende zeigt, dass er Skizzen oder Anlagenschemata oder Materialauszüge erstellen, Tabellenkalkulationen und Datenblätter unter Berücksichtigung der Normen und Richtlinien erstellen, Anlagenkomponenten nach Produktunterlagen, insbesondere Auslegungsdiagrammen, bestimmen und wärmetechnische und strömungstechnische Berechnungen durchführen. Er muss weiterhin nachweisen, dass er Wirkungsgrade berechnen, Eigenschaften von flüssigen und gasförmigen Medien bestimmen und Skizzen oder Funktionsschemata erstellen kann. Um diesen Nachweis zu erbringen, bearbeitet er schriftliche Aufgaben in maximal 180 Minuten.

#### Prüfungsbereich Wirtschafts- und Sozialkunde
Der Prüfungsteilnehmer bearbeitet in 60 Minuten schriftlich Aufgaben. Er weist nach, dass er allgemeine wirtschaftliche und gesellschaftliche Zusammenhänge der Berufs- und Arbeitswelt darstellen und beurteilen kann. Dieser Prüfungsbereich ist in allen drei Fachrichtungen identisch.

#### Bestehensregelung
Die Prüfung ist bestanden, wenn die Leistungen im Gesamtergebnis von Teil 1 und 2 der Abschlussprüfung mit mindestens „ausreichend“, im Prüfungsbereich Arbeitsauftrag mit mindestens
„ausreichend“, im Ergebnis von Teil 2 der Abschlussprüfung mit mindestens „ausreichend“ und in mindestens einem der übrigen Prüfungsbereiche von Teil 2 der Abschlussprüfung mit mindestens „ausreichend“ bewertet worden sind. Weiterhin darf kein Prüfungsbereich von Teil 2 der Abschlussprüfung mit „ungenügend“ bewertet worden sein.

#### Mündliche Ergänzungsprüfung
Eine mündliche Ergänzungsprüfung von etwa 15 Minuten Dauer ist in den Prüfungsbereichen „Systemplanung“ oder „Wirtschafts- und Sozialkunde“ möglich, wenn damit die Abschlussprüfung bestanden werden kann. Voraussetzung ist, dass diese Prüfungsbereiche mit schlechter als „ausreichend“ bewertet wurden. Eine mündliche Ergänzungsprüfung zur Verbesserung der Note ist nicht möglich. Das Ergebnis dieser mündlichen Prüfung fließt mit 2:1 in das bestehende Ergebnis ein.

### Fachrichtung Stahl- und Metallbautechnik
Die Abschlussprüfung besteht aus vier Prüfungsbereichen:
| Prüfungsbereich                  | Gewichtung |
| -------------------------------- | ---------- |
| Erstellen technischer Unterlagen | 25 Prozent |
| Konstruktionsauftrag             | 40 Prozent |
| Baukonstruktion                  | 25 Prozent |
| Wirtschafts- und Sozialkunde     | 10 Prozent |

#### Prüfungsbereich Erstellen technischer Unterlagen
Der Prüfungsteilnehmer erstellt in fünf Stunden eine technische Zeichnung und beantwortet hierzu in weiteren 120 Minuten schriftlich Aufgaben. In diesem Prüfungsbereich weist der Prüfungsteilnehmer nach, dass er Grundkörper in Ansichten darstellen, Bauteile in Ansichten und Schnitten darstellen, Baugruppen aus Stahlprofilen perspektivisch darstellen, Skizzen anfertigen sowie technische Zeichnungen normgerecht bemaßen und ergänzen kann. Er zeigt ebenfalls, dass er Werkstoffe sowie Fertigungs- und Fügetechniken unterscheiden und Bauteildetails mit Hilfe von Stücklistenangaben und technischen Unterlagen auswählen und darstellen kann. Dieser Prüfungsbereich zählt zu Teil 1 der Abschlussprüfung.

#### Prüfungsbereich Konstruktionsauftrag
In diesem Prüfungsbereich existiert kein Variantenmodell. Der Prüfungsteilnehmer bearbeitet in sieben Stunden ein Prüfungsprodukt und führt ein 15-minütiges Fachgespräch. Er zeigt, dass er technische Zeichnungen für Werkstatt und Baustelle mit den erforderlichen Ansichten, Schnitten und Einzelheiten herstellen und werkstatt- und montagegerecht bemaßen und Stücklisten erstellen kann. Die Arbeiten werden im Gebiet Stahlbautechnik oder Metallbautechnik durchgeführt.

#### Prüfungsbereich Baukonstruktion
Der Auszubildende zeigt, dass er Ergebnisse statischer und bauphysikalischer Berechnungen in die Zeichnungserstellung einfließen lassen, Systemmaße ermitteln, lösbare und nichtlösbare Verbindungen beurteilen und auswählen und Abwicklungen erstellen kann. Um diesen Nachweis zu erbringen, bearbeitet er schriftliche Aufgaben in maximal 180 Minuten.

#### Bestehensregelung sowie mündliche Ergänzungsprüfung
Die Bestehensregelungen entsprechen der Fachrichtung Versorgungs- und Ausrüstungstechnik. Gleiches gilt für die Anforderungen an die mündliche Ergänzungsprüfung. Sie ist in den Prüfungsbereichen „Baukonstruktion“ oder „Wirtschafts- und Sozialkunde“ möglich.

### Fachrichtung Elektrotechnische Systeme
Die Abschlussprüfung besteht aus vier Prüfungsbereichen:
| Prüfungsbereich                  | Gewichtung |
| -------------------------------- | ---------- |
| Erstellen technischer Unterlagen | 30 Prozent |
| Arbeitsauftrag                   | 35 Prozent |
| Systemplanung                    | 25 Prozent |
| Wirtschafts- und Sozialkunde     | 10 Prozent |

#### Prüfungsbereich Erstellen technischer Unterlagen
Der Prüfungsteilnehmer erstellt in fünf Stunden eine technische Zeichnung und beantwortet hierzu in weiteren 120 Minuten schriftlich Aufgaben. Die Prüfungsanforderungen ähneln denen der Fachrichtung Versorgungs- und Ausrüstungstechnik, jedoch sollen hier elektrotechnische Dokumente bearbeitet werden, konkret sagt hierzu die Ausbildungsordnung: „technische Unterlagen der Installationstechnik entfernen und ändern“. Dieser Prüfungsbereich zählt zu Teil 1 der Abschlussprüfung.

#### Prüfungsbereich Arbeitsauftrag
In diesem Prüfungsbereich kann der Auszubildende ebenfalls auf ein „Variantenmodell“ zurückgreifen. Der Auszubildende muss zeigen, dass er Arbeitsaufträge analysieren, Informationen beschaffen, technische und organisatorische Schnittstellen klären, technische Zeichnungen unter Beachtung der Normen und Vorschriften mit Übersichtsschalt- und Stromlaufplänen erstellen sowie Funktionszusammenhänge und Datenblätter erstellen kann. Weiterhin muss er zeigen, dass er Berechnungen, insbesondere Querschnitts- und Leistungsberechnungen durchführen, Kenndaten von Anlagenkomponenten unter Berücksichtigung sicherheits-, brandschutz- und schallschutztechnischer Aspekte ermitteln, gesetzliche Bestimmungen berücksichtigen, Aufbauskizzen und Materialauszüge erstellen und Befestigungssysteme auswählen sowie Dokumentationen erstellen kann. Spezielle Gebiete sind hier nicht vorgesehen. Der Nachweis erfolgt analog zu der Fachrichtung Versorgungs- und Ausrüstungstechnik.

#### Prüfungsbereich Systemplanung
Der Auszubildende zeigt in 180 Minuten durch die Bearbeitung schriftlicher Aufgaben, dass er Beleuchtungsstärken berechnen, Querschnitts- und Leistungsberechnungen durchführen, Stromlaufpläne und Installationspläne zeichnen, Übersichtspläne erstellen und Skizzen oder Funktionsschemata oder Materialauszüge erstellen kann. Um diesen Nachweis zu erbringen, bearbeitet er schriftliche Aufgaben in maximal 180 Minuten.

#### Bestehensregelung sowie mündliche Ergänzungsprüfung
Die Bestehrensreglungen entsprechen den beiden anderen Fachrichtungen. Gleiches gilt für die Anforderungen an die mündliche Ergänzungsprüfung. Sie ist in den Prüfungsbereichen „Systemplanung“ oder „Wirtschafts- und Sozialkunde“ möglich.

## Diskussion um die Ausbildungsdauer
Der Technische Zeichner existiert seit 1993 als dualer Ausbildungsberuf mit einer Ausbildungsdauer von 3½ Jahren. Eine Überprüfung der Inhalte ergab, dass in diesem Beruf auf Grund veränderter technologischer Entwicklungen der Bedarf besteht, die Ausbildungsordnung zu ändern. Dabei zeigte sich, dass die neuen Inhalte „zu großen Überschneidungen mit den Inhalten des bestehenden Ausbildungsberufes Technischer Produktdesigner“ [führt]. Eine Zusammenführung der Berufe war daher eine folgerichtige Konsequenz. Dieser Beruf entstand hingegen erst im Jahr 2005 als dreijähriger Ausbildungsberuf. Es stellte sich daher die Frage, welche Ausbildungsdauer für den neuen Beruf gewählt werden sollte. Das Berufsbildungsgesetz besagt hinsichtlich der Ausbildungsdauer, dass sie „nicht mehr als drei und nicht weniger als zwei Jahre betragen [soll].“ Eine Ausbildungsdauer von drei Jahren stieß beispielsweise bei der IG Metall auf Kritik, die dreieinhalb Jahre auf Grund der fachlichen Tiefe für notwendig erachtete. Gleichzeitig sollen auch schwächere Schüler die Möglichkeit erhalten, einen Ausbildungsplatz in diesem Beruf zu erlangen. Nach längeren Verhandlungen verständigte man sich für beide Berufe auf eine Ausbildungsdauer von 3½ Jahren. Allerdings wurde die Ausbildungsordnung auf fünf Jahre bis zum 1. August 2016 befristet, um in dieser Zeit eine Evaluation der Berufe hinsichtlich der geeigneten Ausbildungszeit durchzuführen.

## Sonstiges
Das Bundesinstitut für Berufsbildung plant eine Umsetzungshilfe für die Konstruktionsberufe, um „eine praxisgerechte Umsetzung in der betrieblichen Ausbildung zu unterstützen“. Die Veröffentlichung ist für das erste Quartal 2012 vorgesehen.